# Arturo Tolentino

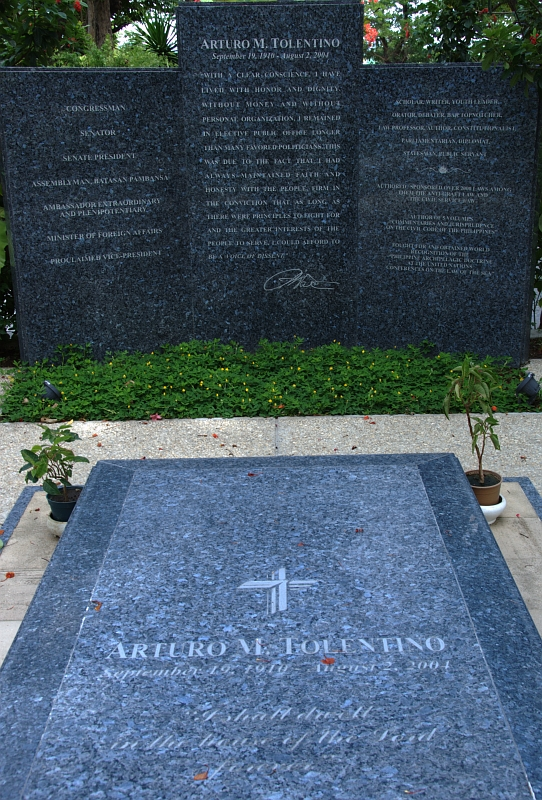
Graf van Arturo Tolentino

Arturo Modesto Tolentino (Manilla, 19 september 1910 - Quezon City, 2 augustus 2004) was een Filipijns politicus.
Kort na de onafhankelijkheid van de Filipijnen werd Tolentino in 1949 gekozen als lid van het Filipijnse Huis van Afgevaardigden. Aansluitend was hij van 1957 tot 1972 senator. Tegen het einde van het bewind van president Ferdinand Marcos was hij van 1984 tot 1985 minister van Buitenlandse Zaken.
Hoewel Tolentino lid was van de partij van Marcos, KBL, ging hij toch op enkele momenten in tegen het beleid van Marcos. Zo was hij degene die druk op Marcos zette om de moord op Ninoy Aguino te laten onderzoeken door een commissie onder leiding van oud-rechter Corazon Agrava. Ook had hij zich net als de oppositie ingezet om de functie van vicepresident weer terug te laten keren en om de bijna onbegrensde macht van de president om door middel van decreten te regeren na het einde van de staat van beleg weer in te perken.
Deze schijnbare oppositie waren voor Marcos een reden om hem te kiezen als zijn vicepresidentskandidaat voor de zeer plotseling uitgeschreven verkiezingen van 1986. Met de verwachte winst wilde Marcos aantonen dat zijn bewind nog steeds kon rekenen op voldoende steun. Hoewel de officiële uitslag in het voordeel van Marcos en Tolentino uitviel, werd algemeen aangenomen dat deze winst door grootschalig verkiezingsfraude tot stand gekomen was. De woede over de twijfelachtig uitslag uitte zich in een massale volksopstand, nadat eerst Minister van Defense Juan Ponce Enrile en generaal Fidel Ramos en een groep hervormingsgezinde militairen hun steun aan Marcos hadden ingetrokken.
Toen Marcos zich tijdens door deze EDSA-revolutie gedwongen zag uit te wijken naar de Verenigde Staten en Corazon Aquino en Doy Laurel waren uitgeroepen tot respectievelijk president en vicepresident, was de rol van Tolentino abrupt uitgespeeld. Tolentino weigerde echter dit te accepteren en pleegde enkele maanden later, op 6 juli 1986 een couppoging. Die dag begaven hij en enkele andere Marcos-aanhangers zich naar het luxueuze Manila Hotel, op een locatie niet al te ver weg van de plek waar elk weekend enkele duizenden Marcos-loyalisten demonstreerden voor een terugkeer van de voormalige president. Om 16:00 uur nam een groep gewapende soldaten het hotel in bezit en las Tolentino een brief van Ferdinand Marcos voor waarin verklaard werd dat hij de enige wettige president kan zijn in afwezigheid van Marcos. Daarnaast werd aangekondigd dat Enrile Eerste minister zou moeten worden en Ramos minister van Defensie zou moeten blijven. Toen echter bleek dat slechts enkele duizenden burgers en enkele honderden soldaten bereid waren om Tolentino's coup te steunen, gaven de coupplegers zich twee dagen later na langdurige onderhandelingen zonder bloedvergieten over.
Toen de nieuwe Grondwet van 1987 door een grote meerderheid van de bevolking middels een volksraadpleging werd goedgekeurd, kondigde Tolentino aan de uitslag te zullen respecteren en Corazon Aquino te erkennen als de rechtmatige president van de Filipijnen. Bij de verkiezingen van 1992 werd Tolentino, op hoge leeftijd, nog gekozen voor een termijn van drie jaar in de Filipijnse Senaat. Een poging om herkozen te worden bij de verkiezingen van 1995 was echter onsuccesvol.
Arturo Tolentino overleed op 2 augustus 2004, op 93-jarige leeftijd, aan de gevolgen van een hartaanval en ligt begraven op het Libingan ng mga Bayani (erebegraafplaats voor helden).